# آلبرتو جوردانی

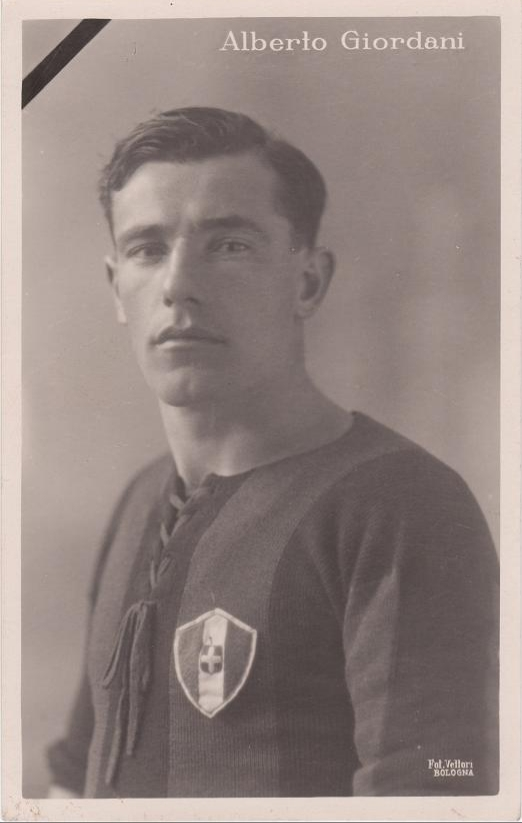
آلبرتو جوردانی، بازیکن اسبق ایتالیایی - ۱۹۲۷

آلبرتو جوردانی (به ایتالیایی: Alberto Giordani) بازیکن فوتبال اهل ایتالیا است که از سال ۱۹۲۷ میلادی عضو تیم ملی فوتبال ایتالیا بوده و در ۱ بازی ملی حضور داشته‌است. او در بازی‌های ملی‌اش گلی به ثمر نرساند.
آلبرتو جوردانی آخرین بازی ملی خود را در سال ۱۹۲۷ میلادی انجام داد.

## درگذشت
آلبرتو گیوردانی در ۸ نوامبر ۱۹۲۷ دچار مننژیت برق‌آسا شد و این بیماری، مرگ او در سن ۲۸ سالگی را به‌همراه داشت. او را در گورستان «سرتوسا دی بولونیا» به همراه برادرش جوزپه که در ۷ اوت ۱۹۲۰ درگذشته‌بود، به‌خاک سپردند.